# Leptosomatum ranjhai
Leptosomatum ranjhai is een rondwormensoort uit de familie van de Leptosomatidae. De wetenschappelijke naam van de soort is voor het eerst geldig gepubliceerd in 1960 door Timm.